# Зуев, Пётр Павлович
Пётр Павлович Зуев (1816—1895) — русский инженер-путеец; действительный тайный советник.

## Биография
Родился 4 (16) июня 1816 года в семье Павла Харитоновича Зуева (1768—1848), внук Харитона Лукича Зуева. 
В 1837 году в числе лучших учеников был выпущен из Института Корпуса инженеров путей сообщения. Был произведён 27 марта 1866 года в генерал-майоры и в следующем году перешёл на гражданскую службу, на которой спустя десять лет, в 1877 году, был произведён в тайные советники. В 1864—1868 годах был начальником Николаевской железной дороги.
В 1888 году вышел в отставку в чине действительного тайного советника.
Умер 4 (16) января 1895 года в Санкт-Петербурге. Похоронен на Тихвинском кладбище Александро-Невской лавры.

## Награды
Российские
- орден Св. Станислава 1-й ст. (1869)
- орден Св. Анны 1-й ст. (1872)
- орден Св. Владимира 2-й ст. (1875)
- орден Белого орла (1883)[3]

Иностранные
- датский орден Данеброг, командорский крест 1-го кл. (1867)
- австрийский орден Франца Иосифа, командорский крест со звездой (1874)

## Семья
Был женат на Марии Дмитриевне Казиной. Их дети:
- Дмитрий (1854—1917)
- Екатерина, замужем за Петром Николаевичем Ушаковым
- Нил (1857—1918)
- Пётр
- Ольга